# Associació d'Amics de Sant Pere de Ponts

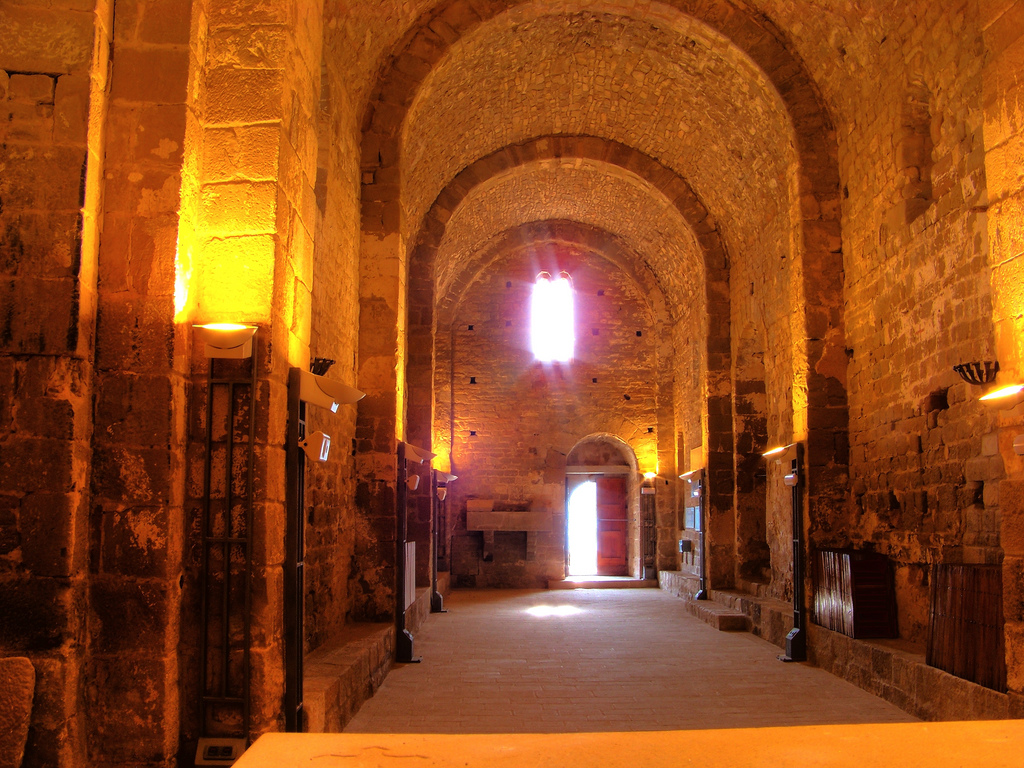
Interior de la col·legiata de Sant Pere de Ponts

Associació d'Amics de Sant Pere de Ponts és una associació cívica i cultural fundada el 1975, que s'ha ocupat de la restauració de l'església de Sant Pere de Ponts (la Noguera), un edifici romànic de tipus llombard situat a la zona del Segre Mitjà. El seu president és Antoni Sala Blanch.
Aquest temple fou destruït el 1839 i es trobava en un greu estat d'abandonament. Des del 1976 l'Associació organitza una trobada tradicional que contribueix a dinamitzar una contrada de força riquesa arquitectònica. Han aconseguit el suport d'algunes institucions, com la Generalitat de Catalunya, L'Ajuntament de Ponts i la diputació de Lleida, i d'entitats financeres com Bankunión i "la Caixa". El 2000 va rebre la Creu de Sant Jordi.